# Laxenecera chapini
Laxenecera chapini är en tvåvingeart som beskrevs av Charles Howard Curran 1927. Laxenecera chapini ingår i släktet Laxenecera och familjen rovflugor.
Artens utbredningsområde är Kongo. Inga underarter finns listade i Catalogue of Life.